# Håkansåker
Håkansåker (fi. Hakuninmaa) är en stadsdel i Kårböle distrikt i Helsingfors stad.
Man kan dela in Håkansåker i tre områden: ett område med frontmannahus från 1950-talet, ett område med par- och radhus av trä byggda på 1980-talet, samt ett område med företag nära gränsen till Vanda. I det sistnämnda området byggs en ny stadsdel för småhus, kallat Kungseken. Området är år 2020 delvis klart. År 2025 kommer det att bo över 5000 personer i Kungseken .    
Vanda å bildar den norra gränsen mellan Håkansåker och Vanda och kring ån finns den stora Helsingfors centralpark. 
Man ska inte förväxla Hakånsåker med Håkansböle, som ligger lite mera mot nordost i Vanda.

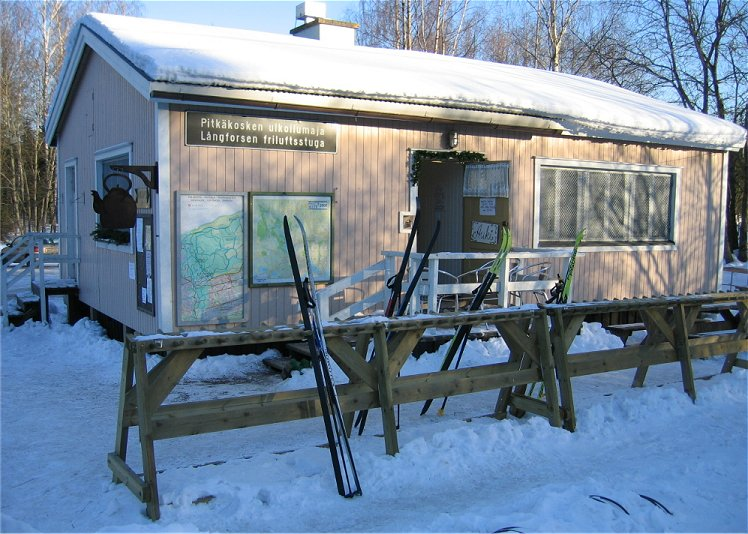
Långforsens friluftsstuga i Håkansåker
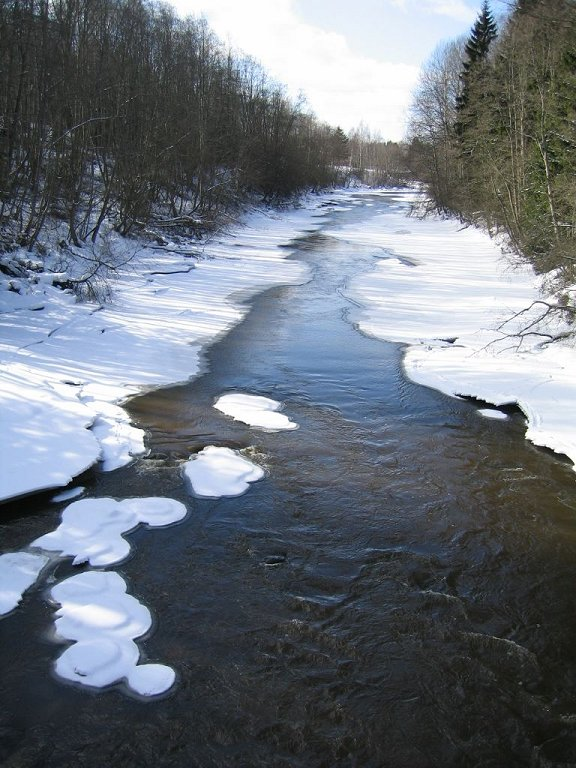
Långforsen i Vanda å på vårvintern
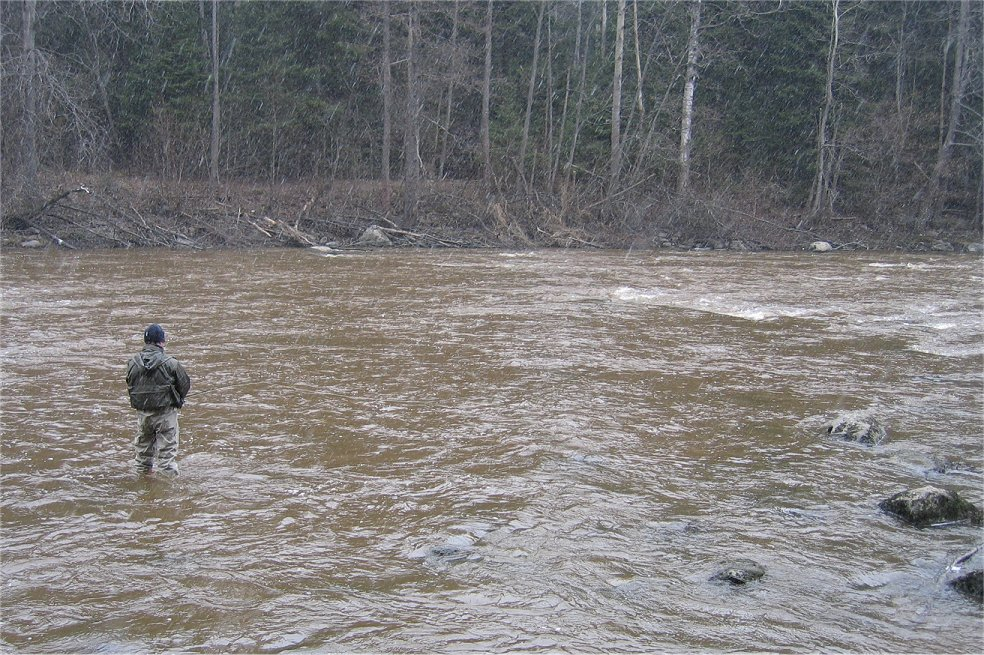
Flugfiskare i Långforsen